# Arbitre (tennis de table)

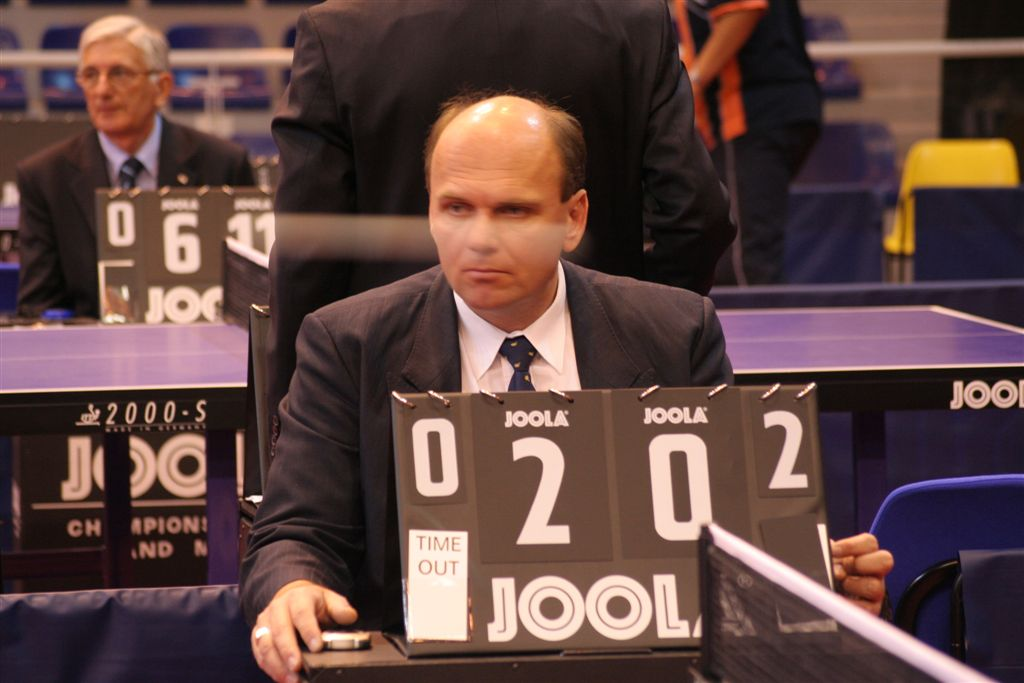
Arbitre lors d'une rencontre officielle de tennis de table.

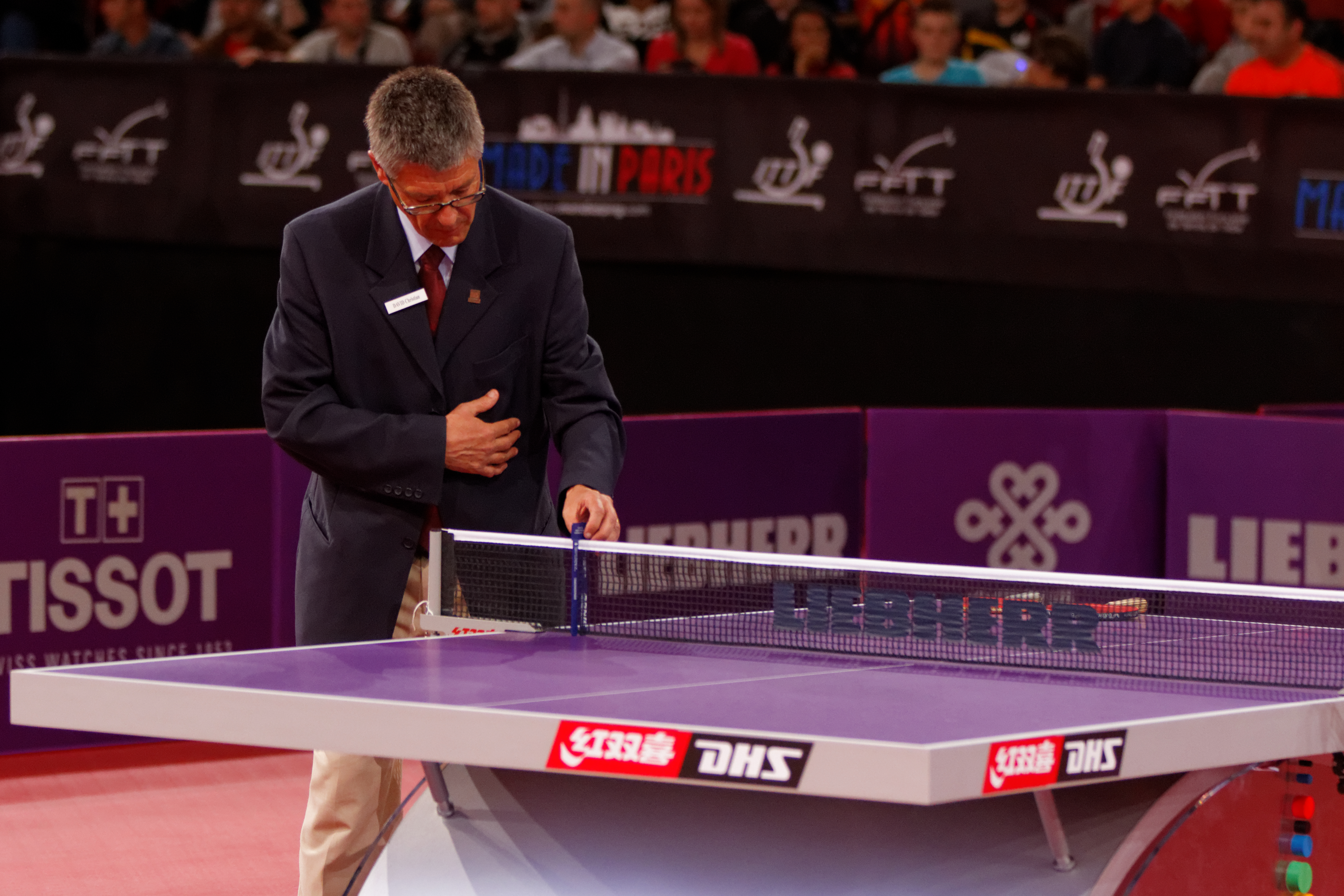
Vérification de la hauteur du filet par un arbitre de tennis de table.

Pour les articles homonymes, voir Arbitre et Arbitre sportif.
L'arbitre de tennis de table  a pour rôle de faire respecter les règlements lors de rencontres individuelles ou par équipes de tennis de table, et d'organiser les tournois. Il existe plusieurs niveaux d'arbitrage dans ce sport, qui vont de l'arbitre de club, juge-arbitre, et jusqu'à arbitre international.

## Principes
L'arbitrage est nécessaire pour permettre aux compétitions de se dérouler dans de bonnes conditions. Il nécessite une bonne connaissance des règlements, une certaine connaissance de la psychologie des joueurs en situation de stress en particulier.

## Niveaux d'arbitrage

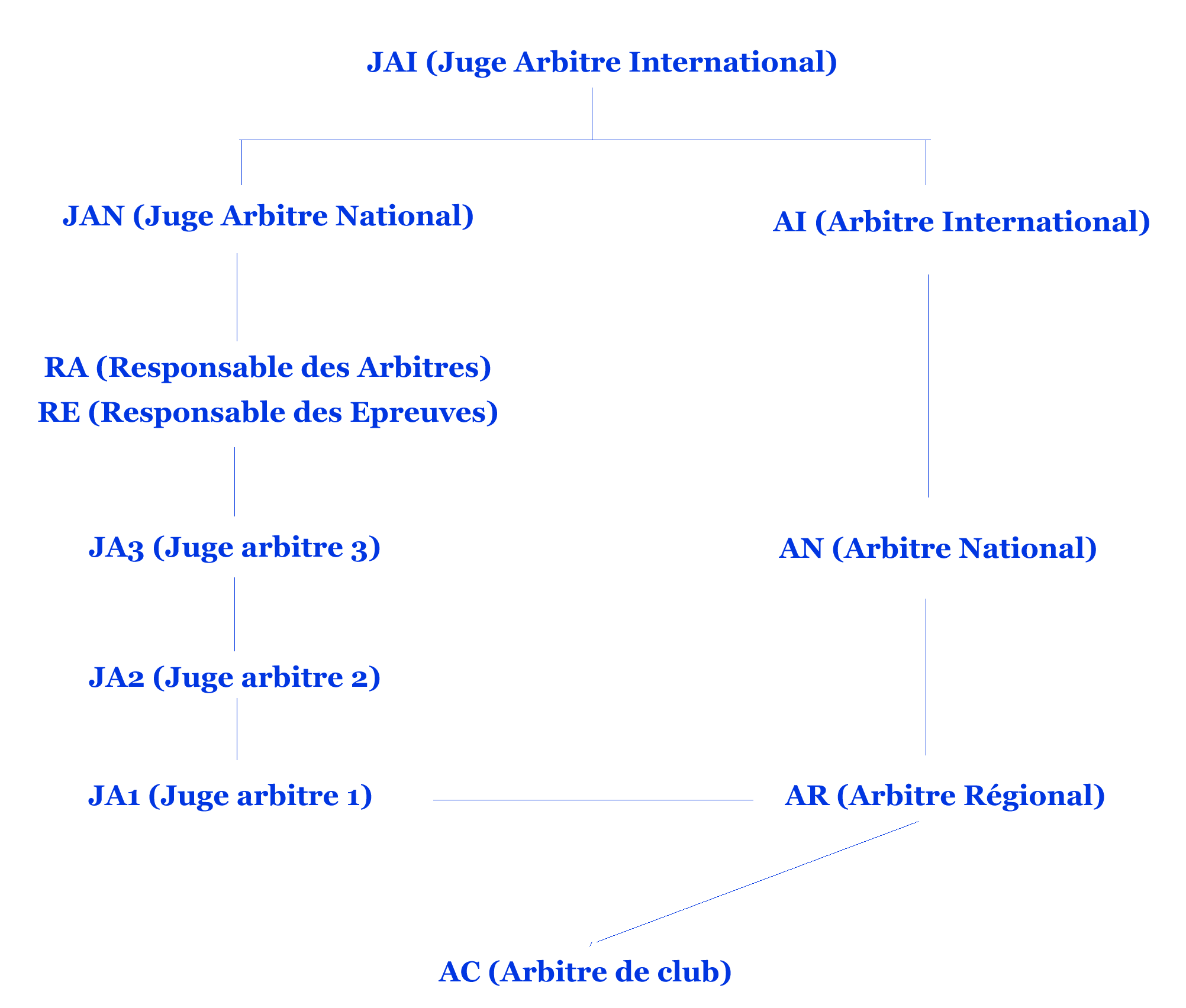
Hiérarchie des arbitres en tennis de table.

### Arbitre de club
L'arbitre de club est le premier échelon, considéré comme une initiation aux principes de base (déroulement d'une partie, comptage des points, avertissements, temps morts, etc.). 
L'arbitre d'une partie est chargé de vérifier la conformité de l'équipement des compétiteurs, de déterminer le premier serveur, d'annoncer le score (il donne le score du serveur en premier), de tenir à jour le marqueur de score, et de remplir la fiche de partie. Il peut officier lors des rencontres de prénationale

### Arbitre régional
L'arbitre régional est un grade nécessitant une formation spécifique et sanctionné par un examen. Il consiste à savoir gérer une partie entre deux joueurs ou deux paires de joueurs en double, depuis la vérification de l'aire de jeu, de la table, du filet (avec une pige) et de la conformité des raquettes des joueurs. Il effectue le tirage au sort pour le choix du premier serveur et doit en particulier déterminer si le service est conforme ou non, remettre la balle si elle touche le filet au service, attribuer le point, assurer la continuité du jeu et prendre les mesures qui s'imposent en cas de comportement répréhensible d'un des joueurs ou de son conseilleur.
Il peut officier lors des rencontres de Nationale 3.
Au Québec ce grade est appelé "arbitre provincial".

### Arbitre adjoint
Dans certaines compétitions, et à partir d'un certain niveau (rencontres de Pro-A et Pro-B, rencontres internationales en particulier), l'arbitre peut être assisté d'un adjoint qui est chargé du décompte des points, de juger des balles litigieuses de son côté de la table, et d'effectuer le décompte des échanges dans le cas de la mise en place de la règle d'accélération.

### Le Juge-Arbitre
Le grade de juge arbitre concerne d'une part l'arbitre qui est responsable du déroulement d'une rencontre par équipe (JA1 en France), ou l'arbitre qui est chargé d'établir les tableaux lors de compétitions individuelles (JA2 pour le critérium fédéral en France) ou de tournois et épreuves régionales (JA3 en France). Il est en particulier responsable d'établir la feuille de rencontre et les documents officiels qui attestent des résultats de rencontres et permettent d'établir le classement des joueurs en particulier.

### Arbitre national
L'arbitre de niveau national peut arbitrer à tous les niveaux, et participe à l'information et la promotion de l'arbitrage. Il peut être chargé de la supervision des arbitres régionaux en particulier.

### Juge arbitre national

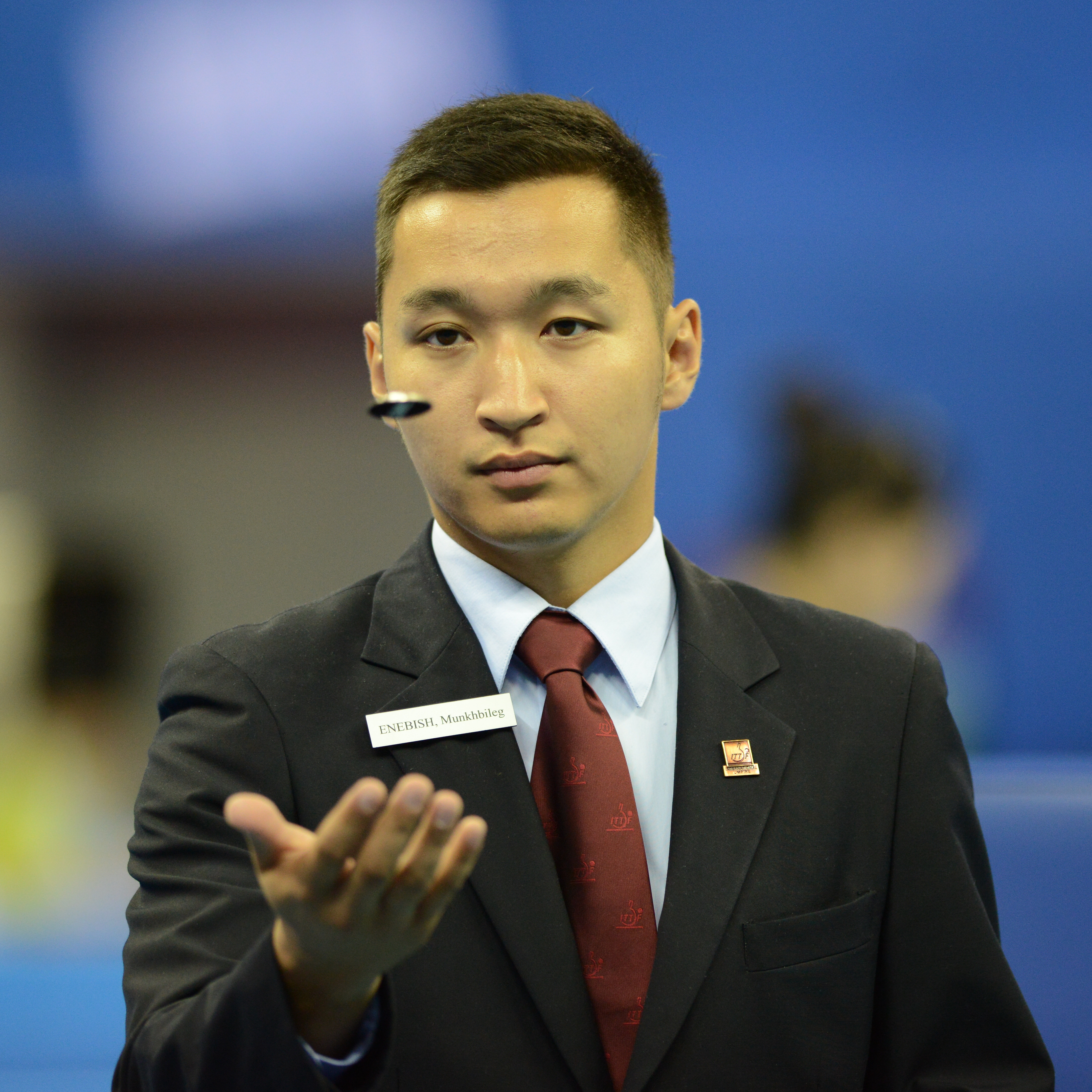
Tirage au sort par un arbitre.

Le Juge arbitre national peut diriger les épreuves de tout niveaux dans un pays donné.

### L'arbitre international
Le grade d'arbitre international permet d'exercer l'arbitrage dans le cadre de compétitions internationales telles que les pro-tours et championnats continentaux. Il y a environ 4 000 arbitres internationaux dans le monde.

### L'arbitre international Blue Badge
Le grade d'arbitre international Blue Badge est le grade le plus élevé dans la hiérarchie des arbitres, et permet d'exercer l'arbitrage dans le cadre des phases finales de compétitions telles que les Championnats du monde de tennis de table ou les Jeux olympiques. Il y a environ 230 arbitres internationaux Blue badge dans le monde.

## Avertissements
L'arbitre de partie dispose de plusieurs niveaux d'avertissements, suivant le comportement du joueur:
| Symbole | Échelle des sanctions                           | Effet                                                |
| ------- | ----------------------------------------------- | ---------------------------------------------------- |
|         | 1re infraction : Avertissement                  | -                                                    |
| +       | 2e infraction : Jaune + rouge                   | 1 point de pénalité                                  |
| +       | 3e infraction : Jaune + rouge                   | 2 points de pénalité                                 |
|         | 4e infraction : Rouge (Juge-arbitre uniquement) | Partie perdue exclusion éventuelle de la compétition |

Les infractions sanctionnées sont les dégâts volontaires à l'équipement (briser la balle, frapper la table, etc.), les cris excessifs ou propos inconvenants, l'envoi volontaire de la balle en dehors de l'aire de jeu, ou le mauvais comportement vis-à-vis de l'adversaire, des officiels ou du public.
L'arbitre peut aussi donner un avertissement (carton jaune) à un conseilleur s'il intervient en dehors des arrêts réglementaires (temps mort ou entre les manches), et un carton rouge avec éviction de l'aire de jeu si celui-ci persiste.
L'arbitre de rencontre et le juge arbitre de la compétition doivent ensemble veiller au bon déroulement de celle-ci, dans le respect entre les joueurs en particulier.